# Babanki
Babanki är en ort i Kamerun.   Den ligger i regionen Nordvästra regionen, i den västra delen av landet, 290 km nordväst om huvudstaden Yaoundé. Babanki ligger 1 156 meter över havet och antalet invånare är 9 851.
Terrängen runt Babanki är bergig. Trakten runt Babanki är tätbefolkad, med 266 invånare per kvadratkilometer. Närmaste större samhälle är Fundong, 14,9 km norr om Babanki. Trakten runt Babanki är huvudsakligen savannskog.